# Kornett
A kornett a tölcséres fúvókájú, más néven rézfúvós hangszerek közé tartozik. Hangja, kinézete hasonlít a trombitához, és nem tévesztendő össze az azonos nevű középkori eredetű hangszerrel, amely cink néven is ismert. Elsősorban a 19. században volt népszerű, manapság a dzsesszben, a nyugati fúvószenekarokban használják.

## Leírása
A kornett egy változó keresztmetszetű, többszörösen meghajlított csőből áll, melynek egyik végén helyezkedik el a fúvóka, a másik végén tölcsérszerűen kiszélesedik. Anyaga sárgaréz, vagy más rézötvözet. A trombitához hasonló szelepekkel van ellátva. A trombitánál bővebb menzúrájú, és szinte egész hosszában kúpos csőformája van, így hangja valamivel lágyabb, melegebb, kevésbé fényes, mint a trombitáé. Leggyakrabban B hangolású.

## Megszólaltatása
A többi tölcséres fúvókájú hangszerhez hasonlóan a kornett elsődleges hangforrása a játékos fúvókához illesztett ajkaival létrehozott periodikus nyomásingadozás, amely a cső levegőoszlopának különböző rezonanciáit képes megszólaltatni. A rezonanciasor alaphangja, a pedálhang nem használatos, csak a 2. – 8. részhang, vagyis a  hangszert a felhangsor harmadik oktávjáig lehet átfújni. A legtöbb szelepes rézfúvós hangszerhez hasonlóan az első szelep egy egészhanggal, a második félhanggal, a harmadik kisterccel mélyíti az alaphangot, vele együtt a hozzá tartozó rezonanciasort. Ezek kombinációi teszik lehetővé, hogy a hangszer egész hangterjedelmében teljes skálákat játszhasson. A kornett hangolása, játékmódja megfelel a trombitáénak, ma jellemzően a trombitások váltóhangszernek használják, elsősorban a dzsesszben.

## Története
A kornett a 19. század elején, Franciaországban jött létre úgy, hogy a postakürtre, a vadászkürtnél kisebb, magasabb hangú kürtféleségre egy új találmányt, szelepeket, ventileket helyeztek. Kezdetben kettő, majd három szeleppel ellátva a hangszer csőhossza játék közben módosítható lett úgy, hogy egész hangterjedelmében a teljes kromatikus hangsor játszhatóvá vált rajta. Innen eredeti neve: cornet à pistons, azaz kis szelepes kürt. 
Elsősorban Franciaországban vált népszerűvé, Berlioz, Meyerbeer, Bizet partitúráiban gyakran szerepel, szinte mindig együtt a (még szelep nélküli) trombitákkal. Ez volt a szimfonikus zenekarok legkorábbi szelepes rézfúvós hangszere, a szelepes trombita, a szelepes kürt csak jóval később vált a hangversenyzenében elfogadottá. A kornett kezdetben őrizte a postakürt kerek formáját, később trombitaszerűen lapított lett. Eredetileg szoprán (C, B-be és A-ba áthangolható) és alt (F, Eszbe és D-be áthangolható) változatban készült, később a B hangolású vált általánossá. A 19. században fényes karriert futott be, a legkönnyebben kezelhető, legvirtuózabb rézfúvós hangszer volt. A modern trombita csak a 20. század elejétől kezdte el fokozatosan kiszorítani szinte minden zenei területről, miközben ő maga fejlődése során több vonásában a kornetthez hasonult.

## Kornettisták
- Jean-Baptiste Arban (1825-1889)

### Trombitások kornettel
- Louis Armstrong
- King Oliver